# Jamna (Pogórze Przemyskie)
Jamna – najwyższy szczyt – 598 m n.p.m. – Pasma Jamnej na terenie Pogórza Przemyskiego. Jego stoki opadają: na wschód – ku dolinie Kwaszenińskiego Potoku, na północny zachód – ku dolinie Jamninki, zaś na południowy zachód – ku dolinie potoku Mszaniec.

## Szlaki turystyczne
- Leszczawa Dolna – Grąziowa – Kiczera – Jamna – dojście do  szlaku Grybów – Rzeszów